# ميلاني آسليه
ميلاني آسليه (بالفرنسية: Mélanie Astles) وهي بطلة استعراض جوي في فرنسا.

## حياتها
ولدت ميلاني آسليه في 30 مايو 1982 في رغبي (وركشير)، إلى أم فرنسية وأب بريطاني. غادرت ميلاني ووالداها إلى فرنسا عندما كانت في الثالثة من عمرها. ظهرت في جنوب فرنسا في بيئة منزلية متواضعة جدا. ذهبت إلى المدرسة في موناكو. عندما كانت طالبة عملت بشكل جيد، لكنها سرعان ما أصبحت تشعر بالملل بسرعة من المدرسة، وكانت كثيراً ما تحلم بالطيران. أرادت أن تصبح طيارة مقاتلة، ولكن سرعان ما شعرت بالإحباط بسبب حقيقة أن هناك طيارة واحدة فقط في الجيش في ذلك الوقت. كما تم إخبارها بأن علاماتها المنخفضة في الرياضيات والفيزياء ستجعل هذا الحلم مستحيلاً.
عندما انتهت ميلاني من المدرسة وجدت وظيفة وعملت في محطة وقود، وأصبحت مديرة في أخرى بعد عام. عملت هذا العمل لمدة سبع سنوات. لقد كانت تدخر المال من وظيفتها لأخذ دروس الطيران. في سن ال 21 بدأت دروسًا صغيرة في الطيران. في هذا الوقت، قابلت لوران غيل معلمها الأول الذي أدرك موهبتها على الفور، وشجعها على مواصلة حلمها في الطيران. وبدأت العمل مجانًا في مدرسة الطيران واستفادت من الدروس المجانية لتصبح طيارة. افتقرت ميلاني دائمًا إلى الدعم المالي. وكان معظم منافسيها يتفوقون عليها في هذا الصدد، ولكن هذه العقبات لم تعيق أبدا قدرتها على النجاح. جاءت أول منافسة لها في عام 2007 حيث احتلت المرتبة السادسة من أصل 20. ثم أعلنت فوزها في كأس فرنسا. بين عامي 2008 و 2009 فقررت رفع مستوى مهاراتها. فعلت ذلك من خلال التطوع في مختلف مجالات الطيران. أصبحت مدربة طيران واكتسبت في نهاية المطاف في وظيفة مدرسة في ENAC. عادت إلى المنافسة في عام 2010 تتنافس على مستوى «الترويج» وفازت بكأس الشمال وكذلك البطولة الفرنسية. هذه الانتصارات منحت لها شرف أن تكون مسجلة على قائمة رياضية عالية المستوى من قبل الوزارة الفرنسية ومنحها منصب في هذا الفريق الفرنسي الأيروباتيكي المرموق.
في عام 2011 قررت أنها ترغب في تخطي مستويات المنافسة، لكنها قوبلت بضبط النفس حيث لم يكن العديد من مديري الاتحاد راضين عن ثقتها في محاولة تجاوز المسار المعتاد. كانت غير قادرة على الطيران في تلك السنة. عادت في عام 2012، وأخذت طائرة كاب 10 للمبتدئين وحصلت على المركز الثالث خلف طيارين عسكريين بطائراتهم فائقة الجودة. سمحت لها النهاية بالانتقال إلى المستوى «المتقدم» مع القدرة على المنافسة دوليا. في عام 2013 في أول مسابقة دولية لها، حصلت على المركز التاسع من أصل 50 في البطولة الأوروبية المتقدمة. كانت أفضل أنثى في تلك المسابقة، وفعلت ذلك مرة أخرى بأقل قدر من التدريب. في عام 2014، احتلت المركز السابع من أصل 66 في بطولة العالم «المتقدمة». في هذه المنافسة المحددة، كان عليها أن تتغلب على الفشل الميكانيكي، واضطرت إلى استخدام طائرة طيار آخر. لم تكن لديها خبرة في تحليق هذا النوع الخاص من الطائرات، لكنها خاطرت لتفادي عدم الأهلية. بعد هذا الحادث، اعترف بها الكثيرون كقوة لا يستهان بها. فازت باللقب الفرنسي في مستوى «التميز» وأصبحت بعد تلك المسابقة مؤهلة للحصول على مؤهلات مستوى «غير محدود» في عام 2015، وهو أعلى مستوى في هذه الرياضة. حتى الآن هي بطل فرنسا خمس مرات، مع ترتيبها في العشرة الأوائل على المستويين الأوروبي والعالمي، بالإضافة إلى مرتبة الشرف الفرنسية. وبعدها أصبحت سفيرة لشركة BMW الفرنسية.

## نتائجها

### سباق ريد بول الجوي
| السنة | 1                        | 2                | 3             | 4             | 5             | 6              | 7                | 8                | النقاط | الفائز | المركز |
| ----- | ------------------------ | ---------------- | ------------- | ------------- | ------------- | -------------- | ---------------- | ---------------- | ------ | ------ | ------ |
| 2016 ‏ | الإمارات العربية المتحدة | المركز السادس    | المركز الرابع | المركز الخامس | المركز الرابع | المركز الخامس ‏ | المركز الثاني    | الولايات المتحدة | 16     | 0      | السابع |
| 2017 ‏ | المركز الثالث            | الولايات المتحدة | المجر         | المركز الخامس | المركزالرابع  | المركز الثالث  | المركز الخامس    | المركز الأول     | 23     | 1      | الخامس |
| 2018 ‏ | الإمارات العربية المتحدة | فرنسا            | اليابان       | المجر         | ·             | روسيا          | الولايات المتحدة | ·                | *      | *      | *      |

## وصلات خارجية
- Melanie Astles Official website